# 施萬德巴赫河 (蘭巴赫河支流)
46°45′07″N 8°02′57″E / 46.75207°N 8.04915°E
施萬德巴赫河是瑞士的河流，位於該國中西部，流經伯恩州，屬於蘭巴赫河的右支流，河道全長3.3公里，流域面積4平方公里，河畔城鎮有布里恩茨附近施萬登。